# Fußball-Weltmeisterschaft 1990/Qualifikation
Die Qualifikation zur Fußball-Weltmeisterschaft 1990 diente zur Ermittlung der Teilnehmer an der Endrunde in Italien.

## Qualifikation zurFußball-Weltmeisterschaft 1990

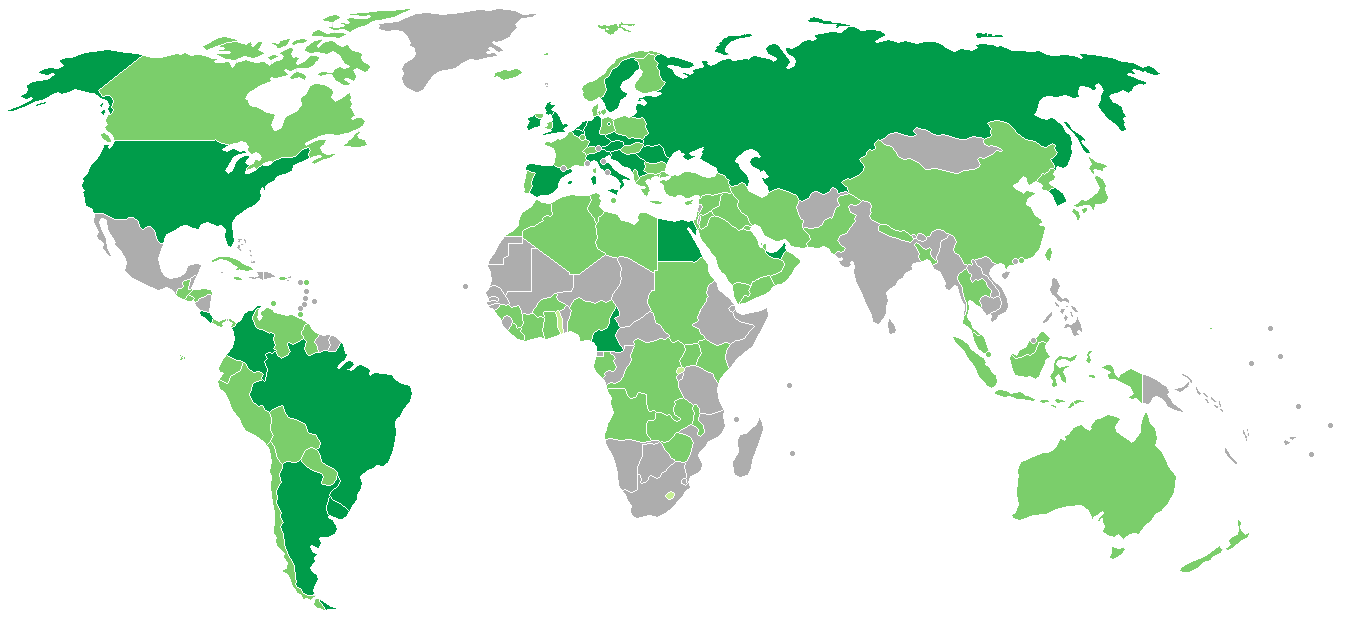
Teilnehmer der Qualifikation zur WM 1990

Die Qualifikationsspiele für die Fußball-Weltmeisterschaft der Männer im Jahre 1990 fanden vom 17. April 1988 bis 19. November 1989 statt. 110 Länder waren in die WM-Qualifikation gestartet, nur 22 Nationalmannschaften blieben am Ende der Qualifikation übrig. Argentinien als Titelverteidiger, Italien als Gastgeber gesetzt, vervollständigten das Feld der Endrundenteilnehmer. Alle Qualifikationsmöglichkeiten beinhalten entweder das Meisterschafts- beziehungsweise das Cupsystem.
Für das Weltmeisterschaftsturnier in Italien im Jahre 1990 hatten insgesamt 112 Mannschaften gemeldet, darunter
- 33 Mannschaften aus Europa
- 10 Mannschaften aus Südamerika
- 15 Mannschaften aus Nord- und Mittelamerika
- 24 Mannschaften aus Afrika
- 25 Mannschaften aus Asien
- 5 Mannschaften aus Ozeanien mit Israel und Taiwan

### Qualifizierte Mannschaften
Da Argentinien als Titelverteidiger und Italien als Gastgeber der WM-Endrunde 1990 gesetzt waren, standen für die verbleibenden 110 Mannschaften 22 freie Endrundenplätze zur Verfügung.
| 13 an Europa                 | Rumänien    | Schweden       | England          | Sowjetunion | Österreich |
|                              | Niederlande | BR Deutschland | Jugoslawien      | Schottland  | Spanien    |
|                              | Irland      | Belgien        | Tschechoslowakei |             |            |
| 2½ an Südamerika             | Uruguay     | Brasilien      | Kolumbien *      |             |            |
| 2 an Nord- und Mittelamerika | Costa Rica  | USA            |                  |             |            |
| 2 an Afrika                  | Ägypten     | Kamerun        |                  |             |            |
| 2 an Asien                   | Südkorea    | VAE            |                  |             |            |
| ½ an Ozeanien                | *           |                |                  |             |            |
| Titelverteidiger :           | Argentinien |                |                  | Gastgeber : | Italien    |

Durch den Rückzug von sechs Mannschaften und der Suspendierung Mexikos durch die FIFA verringerte sich die Zahl der an den Qualifikationsspielen teilnehmenden Teams auf 103.

## Europäische Zone /UEFA
32 Mannschaften ermittelten in vier Fünfergruppen und drei Vierergruppen 13 WM-Endrundenteilnehmer. Alle Gruppensieger und alle Gruppenzweiten der Fünfergruppen waren für die WM 1990 in Italien qualifiziert. Von den drei Gruppenzweiten der Vierergruppen qualifizierten sich nur die beiden punktbesten für die WM 1990. Ohne Qualifikationsspiele kam als 14. europäischer Vertreter noch Gastgeber Italien hinzu.

### Gruppe 1
Tabelle
| Pl. | Mannschaft   | Sp. | S | U | N | Tore    | Diff. | Punkte |
| --- | ------------ | --- | - | - | - | ------- | ----- | ------ |
| 1.  | Rumänien     | 6   | 4 | 1 | 1 | 010:500 | +5    | 09:30  |
| 2.  | Dänemark     | 6   | 3 | 2 | 1 | 015:600 | +9    | 08:40  |
| 3.  | Griechenland | 6   | 1 | 2 | 3 | 003:150 | −12   | 04:80  |
| 4.  | Bulgarien    | 6   | 1 | 1 | 4 | 006:800 | −2    | 03:90  |

Spielergebnisse
| 19.10.88 | Griechenland | – | Dänemark     | 1:1 |
| 19.10.88 | Bulgarien    | – | Rumänien     | 1:3 |
| 02.11.88 | Dänemark     | – | Bulgarien    | 1:1 |
| 02.11.88 | Rumänien     | – | Griechenland | 3:0 |
| 26.04.89 | Bulgarien    | – | Dänemark     | 0:2 |
| 26.04.89 | Griechenland | – | Rumänien     | 0:0 |

### Gruppe 2
Tabelle
| Pl. | Mannschaft | Sp. | S | U | N | Tore    | Diff. | Punkte |
| --- | ---------- | --- | - | - | - | ------- | ----- | ------ |
| 1.  | Schweden   | 6   | 4 | 2 | 0 | 009:300 | +6    | 10:20  |
| 2.  | England    | 6   | 3 | 3 | 0 | 010:000 | +10   | 09:30  |
| 3.  | Polen      | 6   | 2 | 1 | 3 | 004:800 | −4    | 05:70  |
| 4.  | Albanien   | 6   | 0 | 0 | 6 | 003:150 | −12   | 0:12   |

Spielergebnisse
| 19.10.88 | Polen    | – | Albanien | 1:0 |
| 19.10.88 | England  | – | Schweden | 0:0 |
| 05.11.88 | Albanien | – | Schweden | 1:2 |
| 08.03.89 | Albanien | – | England  | 0:2 |
| 26.04.89 | England  | – | Albanien | 5:0 |
| 07.05.89 | Schweden | – | Polen    | 2:1 |

### Gruppe 3
Tabelle
| Pl. | Mannschaft  | Sp. | S | U | N | Tore    | Diff. | Punkte |
| --- | ----------- | --- | - | - | - | ------- | ----- | ------ |
| 1.  | Sowjetunion | 8   | 4 | 3 | 1 | 011:400 | +7    | 11:50  |
| 2.  | Österreich  | 8   | 3 | 3 | 2 | 009:900 | ±0    | 09:70  |
| 3.  | Türkei      | 8   | 3 | 1 | 4 | 012:100 | +2    | 07:90  |
| 4.  | DDR         | 8   | 3 | 1 | 4 | 009:130 | −4    | 07:90  |
| 5.  | Island      | 8   | 1 | 4 | 3 | 006:110 | −5    | 06:10  |

Spielergebnisse
| 31.08.88 | Island      | – | Sowjetunion | 1:1 |
| 12.10.88 | Türkei      | – | Island      | 1:1 |
| 19.10.88 | Sowjetunion | – | Österreich  | 2:0 |
| 19.10.88 | DDR         | – | Island      | 2:0 |
| 02.11.88 | Österreich  | – | Türkei      | 3:2 |
| 30.11.88 | Türkei      | – | DDR         | 3:1 |
| 12.04.89 | DDR         | – | Türkei      | 0:2 |
| 26.04.89 | Sowjetunion | – | DDR         | 3:0 |
| 10.05.89 | Türkei      | – | Sowjetunion | 0:1 |
| 20.05.89 | DDR         | – | Österreich  | 1:1 |

### Gruppe 4
Tabelle
| Pl. | Mannschaft     | Sp. | S | U | N | Tore    | Diff. | Punkte |
| --- | -------------- | --- | - | - | - | ------- | ----- | ------ |
| 1.  | Niederlande    | 6   | 4 | 2 | 0 | 008:200 | +6    | 10:20  |
| 2.  | BR Deutschland | 6   | 3 | 3 | 0 | 013:300 | +10   | 09:30  |
| 3.  | Finnland       | 6   | 1 | 1 | 4 | 004:160 | −12   | 03:90  |
| 4.  | Wales          | 6   | 0 | 2 | 4 | 004:800 | −4    | 02:10  |

Spielergebnisse
| 31.08.88 | Finnland       | – | BR Deutschland | 0:4 |
| 14.09.88 | Niederlande    | – | Wales          | 1:0 |
| 19.10.88 | BR Deutschland | – | Niederlande    | 0:0 |
| 19.10.88 | Wales          | – | Finnland       | 2:2 |
| 26.04.89 | Niederlande    | – | BR Deutschland | 1:1 |
| 31.05.89 | Wales          | – | BR Deutschland | 0:0 |

### Gruppe 5
Tabelle
| Pl. | Mannschaft  | Sp. | S | U | N | Tore    | Diff. | Punkte |
| --- | ----------- | --- | - | - | - | ------- | ----- | ------ |
| 1.  | Jugoslawien | 8   | 6 | 2 | 0 | 016:600 | +10   | 14:20  |
| 2.  | Schottland  | 8   | 4 | 2 | 2 | 012:120 | ±0    | 10:60  |
| 3.  | Frankreich  | 8   | 3 | 3 | 2 | 010:700 | +3    | 09:70  |
| 4.  | Norwegen    | 8   | 2 | 2 | 4 | 010:900 | +1    | 06:10  |
| 5.  | Zypern      | 8   | 0 | 1 | 7 | 006:200 | −14   | 01:15  |

Spielergebnisse
| 14.09.88 | Norwegen    | – | Schottland  | 1:2 |
| 28.09.88 | Frankreich  | – | Norwegen    | 1:0 |
| 19.10.88 | Schottland  | – | Jugoslawien | 1:1 |
| 22.10.88 | Zypern      | – | Frankreich  | 1:1 |
| 02.11.88 | Zypern      | – | Norwegen    | 0:3 |
| 19.11.88 | Jugoslawien | – | Frankreich  | 3:2 |
| 11.12.88 | Jugoslawien | – | Zypern      | 4:0 |
| 08.02.89 | Zypern      | – | Schottland  | 2:3 |
| 08.03.89 | Schottland  | – | Frankreich  | 2:0 |
| 26.04.89 | Schottland  | – | Zypern      | 2:1 |

### Gruppe 6
Tabelle
| Pl. | Mannschaft | Sp. | S | U | N | Tore    | Diff. | Punkte |
| --- | ---------- | --- | - | - | - | ------- | ----- | ------ |
| 1.  | Spanien    | 8   | 6 | 1 | 1 | 020:300 | +17   | 13:30  |
| 2.  | Irland     | 8   | 5 | 2 | 1 | 010:200 | +8    | 12:40  |
| 3.  | Ungarn     | 8   | 2 | 4 | 2 | 008:120 | −4    | 08:80  |
| 4.  | Nordirland | 8   | 2 | 1 | 5 | 006:120 | −6    | 05:11  |
| 5.  | Malta      | 8   | 0 | 2 | 6 | 003:180 | −15   | 02:14  |

Spielergebnisse
| 21.05.88 | Nordirland | – | Malta      | 3:0 |
| 14.09.88 | Nordirland | – | Irland     | 0:0 |
| 19.10.88 | Ungarn     | – | Nordirland | 1:0 |
| 16.11.88 | Spanien    | – | Irland     | 2:0 |
| 11.12.88 | Malta      | – | Ungarn     | 2:2 |
| 21.12.88 | Spanien    | – | Nordirland | 4:0 |
| 22.01.89 | Malta      | – | Spanien    | 0:2 |
| 08.02.89 | Nordirland | – | Spanien    | 0:2 |
| 08.03.89 | Ungarn     | – | Irland     | 0:0 |
| 23.03.89 | Spanien    | – | Malta      | 4:0 |

### Gruppe 7
Tabelle
| Pl. | Mannschaft | Sp. | S | U | N | Tore    | Diff. | Punkte |
| --- | ---------- | --- | - | - | - | ------- | ----- | ------ |
| 1.  | Belgien    | 8   | 4 | 4 | 0 | 015:500 | +10   | 12:40  |
| 2.  | ČSSR       | 8   | 5 | 2 | 1 | 013:300 | +10   | 12:40  |
| 3.  | Portugal   | 8   | 4 | 2 | 2 | 011:800 | +3    | 10:60  |
| 4.  | Schweiz    | 8   | 2 | 1 | 5 | 010:140 | −4    | 05:11  |
| 5.  | Luxemburg  | 8   | 0 | 1 | 7 | 003:220 | −19   | 01:15  |

Spielergebnisse
| 21.09.88 | Luxemburg | – | Schweiz   | 1:4 |
| 18.10.88 | Luxemburg | – | ČSSR      | 0:2 |
| 19.10.88 | Belgien   | – | Schweiz   | 1:0 |
| 16.11.88 | Portugal  | – | Luxemburg | 1:0 |
| 16.11.88 | ČSSR      | – | Belgien   | 0:0 |
| 15.02.89 | Portugal  | – | Belgien   | 1:1 |
| 26.04.89 | Portugal  | – | Schweiz   | 3:1 |
| 29.04.89 | Belgien   | – | ČSSR      | 2:1 |
| 09.05.89 | ČSSR      | – | Luxemburg | 4:0 |
| 01.06.89 | Luxemburg | – | Belgien   | 0:5 |

### Vergleich zwischen den Gruppenzweiten der drei Vierergruppen
| Pl. | Mannschaft     | Sp. | S | U | N | Tore    | Diff. | Punkte |
| --- | -------------- | --- | - | - | - | ------- | ----- | ------ |
| 1.  | BR Deutschland | 6   | 3 | 3 | 0 | 013:300 | +10   | 09:30  |
| 2.  | England        | 6   | 3 | 3 | 0 | 010:000 | +10   | 09:30  |
| 3.  | Dänemark       | 6   | 3 | 2 | 1 | 015:600 | +9    | 08:40  |

## Südamerikanische Zone/CONMEBOL
Neun Mannschaften spielten in drei Dreiergruppen. Die beiden punktbesten Gruppensieger waren direkt für die WM 1990 in Italien qualifiziert. Der schwächste Gruppensieger musste in ein Playoff gegen den Ozeanien-Sieger. Der Sieger dieses Playoffs war ebenfalls für die WM 1990 qualifiziert. Ohne Qualifikationsspiele kam noch Titelverteidiger Argentinien hinzu.

### Gruppe 1
Tabelle
| Pl. | Mannschaft | Sp. | S | U | N | Tore    | Diff. | Punkte |
| --- | ---------- | --- | - | - | - | ------- | ----- | ------ |
| 1.  | Uruguay    | 4   | 3 | 0 | 1 | 007:200 | +5    | 06:20  |
| 2.  | Bolivien   | 4   | 3 | 0 | 1 | 006:500 | +1    | 06:20  |
| 3.  | Peru       | 4   | 0 | 0 | 4 | 002:800 | −6    | 0:80   |

Spielergebnisse
| 20.08.89 | Bolivien | – | Peru    | 2:1 |
| 27.08.89 | Peru     | – | Uruguay | 0:2 |
| 03.09.89 | Bolivien | – | Uruguay | 2:1 |

### Gruppe 2
Tabelle
| Pl. | Mannschaft | Sp. | S | U | N | Tore    | Diff. | Punkte |
| --- | ---------- | --- | - | - | - | ------- | ----- | ------ |
| 1.  | Kolumbien  | 4   | 2 | 1 | 1 | 005:300 | +2    | 05:30  |
| 2.  | Paraguay   | 4   | 1 | 2 | 1 | 006:700 | −1    | 04:40  |
| 3.  | Ecuador    | 4   | 1 | 1 | 2 | 004:500 | −1    | 03:50  |

Spielergebnisse
| 20.08.89 | Kolumbien | – | Ecuador   | 2:0 |
| 27.08.89 | Paraguay  | – | Kolumbien | 2:1 |
| 03.09.89 | Ecuador   | – | Kolumbien | 0:0 |

### Gruppe 3
Tabelle
| Pl. | Mannschaft | Sp. | S | U | N | Tore    | Diff. | Punkte |
| --- | ---------- | --- | - | - | - | ------- | ----- | ------ |
| 1.  | Brasilien  | 4   | 3 | 1 | 0 | 013:100 | +12   | 07:10  |
| 2.  | Chile      | 4   | 2 | 1 | 1 | 009:400 | +5    | 05:30  |
| 3.  | Venezuela  | 4   | 0 | 0 | 4 | 001:180 | −17   | 0:80   |

Spielergebnisse
| 30.07.89 | Venezuela | – | Brasilien | 0:4 |
| 06.08.89 | Venezuela | – | Chile     | 1:3 |
| 13.08.89 | Chile     | – | Brasilien | 1:1 |

### Vergleich Gruppensieger
| Pl. | Mannschaft | Sp. | S | U | N | Tore    | Diff. | Punkte |
| --- | ---------- | --- | - | - | - | ------- | ----- | ------ |
| 1.  | Brasilien  | 4   | 3 | 1 | 0 | 013:100 | +12   | 07:10  |
| 2.  | Uruguay    | 4   | 3 | 0 | 1 | 007:200 | +5    | 06:20  |
| 3.  | Kolumbien  | 4   | 2 | 1 | 1 | 005:300 | +2    | 05:30  |

### Interkontinentale Playoffs
| Datum      |           | Ergebnis |           |
| ---------- | --------- | -------- | --------- |
| 15.10.1989 | Kolumbien | 1:0      | Israel    |
| 30.10.1989 | Israel    | 0:0      | Kolumbien |
| Gesamt:    | Kolumbien | 1:0      | Israel    |

## Nord-, Zentralamerikanische und Karibische Zone/CONCACAF
In der ersten Vorausscheidungsrunde wurden aus 10 Teams durch fünf Playoff-Paarungen fünf Teilnehmer für die zweiten Vorausscheidungsrunde ermittelt, weitere fünf Mannschaften kamen durch ein Freilos kampflos in Runde zwei. Die fünf Sieger der fünf Playoff-Paarungen der zweiten Runde (gekennzeichnet durch) zogen in die CONCACAF-Endrunde ein. Der Gruppensieger und der Gruppenzweite der CONCACAF-Endrunde qualifizierten sich für die WM 1990 in Italien.
Erste Runde
| Datum      |                   | Ergebnis |                   |
| ---------- | ----------------- | -------- | ----------------- |
| 17.04.1988 | Guyana            | 0:4      | Trinidad & Tobago |
| 08.05.1988 | Trinidad & Tobago | 1:0      | Guyana            |
| Gesamt:    | Guyana            | 0:5      | Trinidad & Tobago |

| Datum      |           | Ergebnis |           |
| ---------- | --------- | -------- | --------- |
| 30.04.1988 | Kuba      | 0:1      | Guatemala |
| 15.05.1988 | Guatemala | 1:1      | Kuba      |
| Gesamt:    | Kuba      | 1:2      | Guatemala |

| Datum      |             | Ergebnis |             |
| ---------- | ----------- | -------- | ----------- |
| 12.05.1988 | Jamaika     | 1:0      | Puerto Rico |
| 29.05.1988 | Puerto Rico | 1:2      | Jamaika     |
| Gesamt:    | Jamaika     | 3:1      | Puerto Rico |

| Datum      |                          | Ergebnis  |                          |
| ---------- | ------------------------ | --------- | ------------------------ |
| 19.06.1988 | Antigua & Barbuda        | 0:1       | Niederländische Antillen |
| 29.07.1988 | Niederländische Antillen | 3:1 n. V. | Antigua & Barbuda        |
| Gesamt:    | Antigua & Barbuda        | 2:3       | Niederländische Antillen |

| Datum      |            | Ergebnis |            |
| ---------- | ---------- | -------- | ---------- |
| 17.07.1988 | Costa Rica | 1:1      | Panama     |
| 31.07.1988 | Panama     | 0:2      | Costa Rica |
| Gesamt:    | Costa Rica | 3:1      | Panama     |

Zweite Runde
| Datum      |                   | Ergebnis  |                   |
| ---------- | ----------------- | --------- | ----------------- |
| 30.10.1988 | Trinidad & Tobago | 0:0       | Honduras          |
| 13.11.1988 | Honduras          | 1:1       | Trinidad & Tobago |
| Gesamt:    | Trinidad & Tobago | (a)1:1(a) | Honduras          |

| Datum      |           | Ergebnis  |           |
| ---------- | --------- | --------- | --------- |
| 09.10.1988 | Guatemala | 1:0       | Kanada    |
| 15.10.1988 | Kanada    | 3:2       | Guatemala |
| Gesamt:    | Guatemala | (a)3:3(a) | Kanada    |

| Datum      |         | Ergebnis |         |
| ---------- | ------- | -------- | ------- |
| 24.07.1988 | Jamaika | 0:0      | USA     |
| 13.08.1988 | USA     | 5:1      | Jamaika |
| Gesamt:    | Jamaika | 1:5      | USA     |

| Datum      |                         | Ergebnis |                         |
| ---------- | ----------------------- | -------- | ----------------------- |
| 01.10.1988 | Niederländisch Antillen | 0:1      | El Salvador             |
| 16.10.1988 | El Salvador             | 5:0      | Niederländisch Antillen |
| Gesamt:    | Niederländisch Antillen | 0:6      | El Salvador             |

|            | Ergebnis |        |
| ---------- | -------- | ------ |
| Costa Rica | kampflos | Mexiko |

- Mexiko wurde von der FIFA 1988 für zwei Jahre suspendiert, nachdem sich der mexikanische Verband bei der Qualifikation für die Olympischen Spiele in Seoul nicht an Altersgrenzen der Spieler gehalten hatte.

Endrunde
Tabelle
| Pl. | Mannschaft          | Sp. | S | U | N | Tore    | Diff. | Punkte |
| --- | ------------------- | --- | - | - | - | ------- | ----- | ------ |
| 1.  | Costa Rica          | 8   | 5 | 1 | 2 | 010:600 | +4    | 11:50  |
| 2.  | USA                 | 8   | 5 | 1 | 2 | 006:300 | +3    | 11:50  |
| 3.  | Trinidad und Tobago | 8   | 3 | 3 | 2 | 007:500 | +2    | 09:70  |
| 4.  | Guatemala           | 6   | 1 | 1 | 4 | 004:700 | −3    | 03:90  |
| 5.  | El Salvador         | 6   | 0 | 2 | 4 | 002:800 | −6    | 02:10  |

Spielergebnisse
| 19.03.89 | Guatemala     | – | Costa Rica        | 1:0 |
| 02.04.89 | Costa Rica    | – | Guatemala         | 2:1 |
| 16.04.89 | Costa Rica    | – | USA               | 1:0 |
| 30.04.89 | USA           | – | Costa Rica        | 1:0 |
| 13.05.89 | USA           | – | Trinidad & Tobago | 1:1 |
| 28.05.89 | Trinidad & T. | – | Costa Rica        | 1:1 |
| 11.06.89 | Costa Rica    | – | Trinidad & T.     | 1:0 |
| 17.06.89 | USA           | – | Guatemala         | 2:1 |
| 25.06.89 | El Salvador   | – | Costa Rica        | 2:4 |
| 16.07.89 | Costa Rica    | – | El Salvador       | 1:0 |

## Asiatische Zone/AFC
22 Mannschaften spielten in der ersten Runde in sechs Gruppen. Die sechs Gruppensieger qualifizierten sich für die Asien-Endrunde in Singapur. Der Gruppensieger und Gruppenzweite der Asien-Endrunde qualifizierten sich für die WM 1990 in Italien.

### Gruppe 1
Tabelle
| Pl. | Mannschaft | Sp. | S | U | N | Tore    | Diff. | Punkte |
| --- | ---------- | --- | - | - | - | ------- | ----- | ------ |
| 1.  | Katar      | 6   | 3 | 3 | 0 | 008:300 | +5    | 09:30  |
| 2.  | Irak       | 6   | 3 | 2 | 1 | 011:500 | +6    | 08:40  |
| 3.  | Jordanien  | 6   | 2 | 1 | 3 | 005:700 | −2    | 05:70  |
| 4.  | Oman       | 6   | 0 | 2 | 4 | 002:110 | −9    | 02:10  |

Spielergebnisse
| 06.01.89 | Katar     | – | Jordanien | 1:0 |
| 06.01.89 | Oman      | – | Irak      | 1:1 |
| 13.01.89 | Oman      | – | Katar     | 0:0 |
| 13.01.89 | Jordanien | – | Irak      | 0:1 |
| 20.01.89 | Katar     | – | Irak      | 1:0 |
| 20.01.89 | Jordanien | – | Oman      | 2:0 |

### Gruppe 2
Tabelle
| 1. | Saudi-Arabien | 4           | 3           | 1           | 0           | 007:400     | +3          | 07:10       |             |             |
| 2. | Syrien        | 4           | 2           | 1           | 1           | 007:500     | +2          | 05:30       |             |             |
| 3. | Nordjemen     | 4           | 0           | 0           | 4           | 000:500     | −5          | 0:80        |             |             |
|    | Bahrain       | verzichtete | verzichtete | verzichtete | verzichtete | verzichtete | verzichtete | verzichtete | verzichtete | verzichtete |

Spielergebnisse
| 10.03.89 | Nordjemen     | – | Syrien        | 0:1 |
| 15.03.89 | Saudi-Arabien | – | Syrien        | 5:4 |
| 20.03.89 | Nordjemen     | – | Saudi-Arabien | 0:1 |

### Gruppe 3
Tabelle
| 1. | Ver. Arab. Emirate | 4           | 3           | 0           | 1           | 012:400     | +8          | 06:20       |             |             |
| 2. | Kuwait             | 4           | 3           | 0           | 1           | 006:300     | +3          | 06:20       |             |             |
| 3. | Pakistan           | 4           | 0           | 0           | 4           | 001:120     | −11         | 0:80        |             |             |
|    | Südjemen           | verzichtete | verzichtete | verzichtete | verzichtete | verzichtete | verzichtete | verzichtete | verzichtete | verzichtete |

Spielergebnisse
| 06.01.89 | Pakistan   | – | Kuwait     | 0:1 |
| 13.01.89 | Kuwait     | – | VA Emirate | 3:2 |
| 20.01.89 | VA Emirate | – | Pakistan   | 5:0 |

### Gruppe 4
Tabelle
| Pl. | Mannschaft | Sp. | S | U | N | Tore    | Diff. | Punkte |
| --- | ---------- | --- | - | - | - | ------- | ----- | ------ |
| 1.  | Südkorea   | 6   | 6 | 0 | 0 | 025:000 | +25   | 12:0   |
| 2.  | Malaysia   | 6   | 3 | 1 | 2 | 008:800 | ±0    | 07:50  |
| 3.  | Singapur   | 6   | 2 | 1 | 3 | 012:900 | +3    | 05:70  |
| 4.  | Nepal      | 6   | 0 | 0 | 6 | 000:280 | −28   | 0:12   |

Spielergebnisse
| Turnier in Südkorea |          |   |          |     |
| 23.05.89            | Nepal    | – | Malaysia | 0:2 |
| 23.05.89            | Südkorea | – | Singapur | 3:0 |
| 25.05.89            | Südkorea | – | Nepal    | 9:0 |
| 25.05.89            | Malaysia | – | Singapur | 1:0 |
| 27.05.89            | Nepal    | – | Singapur | 0:3 |
| 27.05.89            | Südkorea | – | Malaysia | 3:0 |

### Gruppe 5
Tabelle
| Pl. | Mannschaft          | Sp. | S | U | N | Tore    | Diff. | Punkte |
| --- | ------------------- | --- | - | - | - | ------- | ----- | ------ |
| 1.  | Volksrepublik China | 6   | 5 | 0 | 1 | 013:300 | +10   | 10:20  |
| 2.  | Iran                | 6   | 5 | 0 | 1 | 012:500 | +7    | 10:20  |
| 3.  | Bangladesch         | 6   | 1 | 0 | 5 | 004:900 | −5    | 02:10  |
| 4.  | Thailand            | 6   | 1 | 0 | 5 | 002:140 | −12   | 02:10  |

Spielergebnisse
| 19.02.89 | Thailand    | – | Bangladesch | 1:0 |
| 23.02.89 | China       | – | Bangladesch | 2:0 |
| 23.02.89 | Thailand    | – | Iran        | 0:3 |
| 27.02.89 | Bangladesch | – | Iran        | 1:2 |
| 28.02.89 | Thailand    | – | China       | 0:3 |
| 04.03.89 | Bangladesch | – | China       | 0:2 |

### Gruppe 6
Tabelle
| Pl. | Mannschaft | Sp. | S | U | N | Tore    | Diff. | Punkte |
| --- | ---------- | --- | - | - | - | ------- | ----- | ------ |
| 1.  | Nordkorea  | 6   | 4 | 1 | 1 | 011:500 | +6    | 09:30  |
| 2.  | Japan      | 6   | 2 | 3 | 1 | 007:300 | +4    | 07:50  |
| 3.  | Indonesien | 6   | 0 | 3 | 3 | 005:100 | −5    | 03:90  |
| 4.  | Hongkong   | 6   | 1 | 1 | 4 | 005:100 | −5    | 03:90  |

Spielergebnisse
| 21.05.89 | Indonesien | – | Nordkorea  | 0:0 |
| 22.05.89 | Hongkong   | – | Japan      | 0:0 |
| 27.05.89 | Hongkong   | – | Nordkorea  | 1:2 |
| 28.05.89 | Indonesien | – | Japan      | 0:0 |
| 04.06.89 | Hongkong   | – | Indonesien | 1:1 |
| 04.06.89 | Japan      | – | Nordkorea  | 2:1 |

### Endrunde
Tabelle
| Pl. | Mannschaft          | Sp. | S | U | N | Tore    | Diff. | Punkte |
| --- | ------------------- | --- | - | - | - | ------- | ----- | ------ |
| 1.  | Südkorea            | 5   | 3 | 2 | 0 | 005:100 | +4    | 08:20  |
| 2.  | Ver. Arab. Emirate  | 5   | 1 | 4 | 0 | 004:300 | +1    | 06:40  |
| 3.  | Katar               | 5   | 2 | 1 | 2 | 004:500 | −1    | 05:50  |
| 4.  | Volksrepublik China | 5   | 2 | 0 | 3 | 005:600 | −1    | 04:60  |
| 5.  | Saudi-Arabien       | 5   | 2 | 0 | 3 | 004:500 | −1    | 04:60  |
| 6.  | Nordkorea           | 5   | 1 | 1 | 3 | 002:400 | −2    | 03:70  |

Spielergebnisse
| Turnier in Singapur |            |   |               |     |
| 12.10.89            | VA Emirate | – | Nordkorea     | 0:0 |
| 12.10.89            | China      | – | Saudi-Arabien | 2:1 |
| 13.10.89            | Südkorea   | – | Katar         | 0:0 |
| 16.10.89            | Katar      | – | Saudi-Arabien | 1:1 |
| 16.10.89            | Südkorea   | – | Nordkorea     | 1:0 |
| 17.10.89            | China      | – | VA Emirate    | 1:2 |
| 20.10.89            | Südkorea   | – | China         | 1:0 |
| 20.10.89            | Nordkorea  | – | Katar         | 2:0 |

## Afrikanische Zone/CAF
Acht Mannschaften hatten in der 1 .Runde ein Freilos, drei weitere profitierten vom Rückzug dreier Mannschaften. Zehn Teams gingen in die fünf Playoffs der 1. Runde, dessen fünf Sieger sich ebenfalls für die Gruppenspiele der 2. Runde qualifizierten. Die 2. Runde wurde in vier Vierergruppen gespielt. Die vier Gruppensieger qualifizierten sich für die beiden Playoff-Paarungen der 3. Runde. Die beiden Sieger der Playoffs qualifizierten sich für die WM 1990 in Italien.

### 1. Runde
Gruppe 1
| Datum      |        | Ergebnis |        |
| ---------- | ------ | -------- | ------ |
| 07.08.1988 | Angola | 0:0      | Sudan  |
| 11.11.1988 | Sudan  | 1:2      | Angola |
| Gesamt:    | Angola | 2:1      | Sudan  |

|          | Ergebnis |                     |
| -------- | -------- | ------------------- |
| Simbabwe |          | Lesotho verzichtete |
| Sambia   |          | Ruanda verzichtete  |

| Datum      |        | Ergebnis |        |
| ---------- | ------ | -------- | ------ |
| 16.07.1988 | Uganda | 1:0      | Malawi |
| 20.07.1988 | Malawi | 3:1      | Uganda |
| Gesamt:    | Uganda | 1:3      | Malawi |

Gruppe 2
| Datum      |              | Ergebnis |              |
| ---------- | ------------ | -------- | ------------ |
| 03.06.1988 | Libyen       | 3:0      | Burkina Faso |
| 03.07.1988 | Burkina Faso | 2:0      | Libyen       |
| Gesamt:    | Libyen       | 3:2      | Burkina Faso |

| Datum      |         | Ergebnis |         |
| ---------- | ------- | -------- | ------- |
| 07.08.1988 | Ghana   | 0:0      | Liberia |
| 21.08.1988 | Liberia | 2:0      | Ghana   |
| Gesamt:    | Ghana   | 0:2      | Liberia |

| Datum      |          | Ergebnis |          |
| ---------- | -------- | -------- | -------- |
| 05.08.1988 | Tunesien | 5:0      | Guinea   |
| 21.08.1988 | Guinea   | 3:0      | Tunesien |
| Gesamt:    | Tunesien | 5:3      | Guinea   |

|       | Ergebnis |                  |
| ----- | -------- | ---------------- |
| Gabun |          | Togo verzichtete |

### 2. Runde

#### Gruppe A
Tabelle
| 1. | Algerien       | 4           | 3           | 1           | 0           | 006:100     | +5          | 07:10       |             |             |
| 2. | Elfenbeinküste | 4           | 2           | 0           | 2           | 005:100     | +4          | 04:40       |             |             |
| 3. | Simbabwe       | 4           | 0           | 1           | 3           | 001:100     | −9          | 01:70       |             |             |
|    | Libyen         | verzichtete | verzichtete | verzichtete | verzichtete | verzichtete | verzichtete | verzichtete | verzichtete | verzichtete |

Spielergebnisse
| 06.01.89                                                                                                | Algerien       | – | Simbabwe       | 3:0  |
| 08.01.89                                                                                                | Elfenbeinküste | – | Libyen         | 1:0  |
| 20.01.89                                                                                                | Libyen         | – | Algerien       | 0:2* |
| 22.01.89                                                                                                | Simbabwe       | – | Elfenbeinküste | 0:0  |
| * Libyen trat nicht an, das Spiel wurde verloren erklärt, Libyen zog sich zurück; Spiele nicht gewertet |                |   |                |      |

#### Gruppe B
Tabelle
| Pl. | Mannschaft | Sp. | S | U | N | Tore    | Diff. | Punkte |
| --- | ---------- | --- | - | - | - | ------- | ----- | ------ |
| 1.  | Ägypten    | 6   | 3 | 2 | 1 | 006:200 | +4    | 08:40  |
| 2.  | Liberia    | 6   | 2 | 2 | 2 | 002:300 | −1    | 06:60  |
| 3.  | Malawi     | 6   | 1 | 3 | 2 | 003:400 | −1    | 05:70  |
| 4.  | Kenia      | 6   | 1 | 3 | 2 | 002:400 | −2    | 05:70  |

Spielergebnisse
| 06.01.89 | Ägypten | – | Liberia | 2:0 |
| 07.01.89 | Kenia   | – | Malawi  | 1:1 |
| 21.01.89 | Malawi  | – | Ägypten | 1:1 |
| 22.01.89 | Liberia | – | Kenia   | 0:0 |
| 10.06.89 | Kenia   | – | Ägypten | 0:0 |
| 11.06.89 | Liberia | – | Malawi  | 1:0 |

#### Gruppe C
Tabelle
| Pl. | Mannschaft | Sp. | S | U | N | Tore    | Diff. | Punkte |
| --- | ---------- | --- | - | - | - | ------- | ----- | ------ |
| 1.  | Kamerun    | 6   | 4 | 1 | 1 | 009:600 | +3    | 09:30  |
| 2.  | Nigeria    | 6   | 3 | 1 | 2 | 007:500 | +2    | 07:50  |
| 3.  | Angola     | 6   | 1 | 2 | 3 | 006:700 | −1    | 04:80  |
| 4.  | Gabun      | 6   | 2 | 0 | 4 | 005:900 | −4    | 04:80  |

Spielergebnisse
| 07.01.89 | Nigeria | – | Gabun   | 1:0 |
| 08.01.89 | Kamerun | – | Angola  | 1:1 |
| 22.01.89 | Gabun   | – | Kamerun | 1:3 |
| 22.01.89 | Angola  | – | Nigeria | 2:2 |
| 10.06.89 | Nigeria | – | Kamerun | 2:0 |
| 11.06.89 | Angola  | – | Gabun   | 2:0 |

#### Gruppe D
Tabelle
| Pl. | Mannschaft | Sp. | S | U | N | Tore    | Diff. | Punkte |
| --- | ---------- | --- | - | - | - | ------- | ----- | ------ |
| 1.  | Tunesien   | 6   | 3 | 1 | 2 | 005:500 | ±0    | 07:50  |
| 2.  | Sambia     | 6   | 3 | 0 | 3 | 007:600 | +1    | 06:60  |
| 3.  | Zaire      | 6   | 2 | 2 | 2 | 007:700 | ±0    | 06:60  |
| 4.  | Marokko    | 6   | 1 | 3 | 2 | 004:500 | −1    | 05:70  |

Spielergebnisse
| 08.01.89 | Marokko  | – | Sambia   | 1:0 |
| 08.01.89 | Zaire    | – | Tunesien | 3:1 |
| 22.01.89 | Tunesien | – | Marokko  | 2:1 |
| 22.01.89 | Sambia   | – | Zaire    | 4:2 |
| 11.06.89 | Zaire    | – | Marokko  | 0:0 |
| 11.06.89 | Sambia   | – | Tunesien | 1:0 |

### 3. Runde
| Datum      |          | Ergebnis |          |
| ---------- | -------- | -------- | -------- |
| 08.10.1989 | Algerien | 0:0      | Ägypten  |
| 17.11.1989 | Ägypten  | 1:0      | Algerien |
| Gesamt:    | Algerien | 0:1      | Ägypten  |

| Datum      |          | Ergebnis |          |
| ---------- | -------- | -------- | -------- |
| 08.10.1989 | Kamerun  | 2:0      | Tunesien |
| 19.11.1989 | Tunesien | 0:1      | Kamerun  |
| Gesamt:    | Kamerun  | 3:0      | Tunesien |

## Ozeanische Zone/OFC
Nur drei Mannschaften aus Ozeanien nahmen an der Qualifikation zur WM 1990 teil. Aus politischen Motiven wurden Taiwan und Israel der Ozeanien-Gruppe zugeordnet. Der Ozeanien-Sieger musste zudem noch ein Playoff gegen den schwächsten Gruppensieger aller drei südamerikanischen Dreiergruppen bestreiten. Erst der Sieger dieses interkontinentalen Duells qualifizierte sich endgültig für die WM 1990 in Italien.

### 1. Runde
| Datum      |            | Ergebnis |            |
| ---------- | ---------- | -------- | ---------- |
| 26.11.1988 | Fidschi    | 1:0      | Australien |
| 03.12.1988 | Australien | 5:1      | Fidschi    |
| Gesamt:    | Fidschi    | 2:5      | Australien |

| Datum      |            | Ergebnis |            |
| ---------- | ---------- | -------- | ---------- |
| 11.12.1988 | Taiwan     | 0:4      | Neuseeland |
| 15.12.1988 | Neuseeland | 4:1      | Taiwan     |
| Gesamt:    | Taiwan     | 1:8      | Neuseeland |

|        | Ergebnis |         |
| ------ | -------- | ------- |
| Israel |          | Freilos |

### 2. Runde
Tabelle
| Pl. | Mannschaft | Sp. | S | U | N | Tore    | Diff. | Punkte |
| --- | ---------- | --- | - | - | - | ------- | ----- | ------ |
| 1.  | Israel     | 4   | 1 | 3 | 0 | 005:400 | +1    | 05:30  |
| 2.  | Australien | 4   | 1 | 2 | 1 | 006:500 | +1    | 04:40  |
| 3.  | Neuseeland | 4   | 1 | 1 | 2 | 005:700 | −2    | 03:50  |

Spielergebnisse
| 05.03.89 | Israel     | – | Neuseeland | 1:0 |
| 12.03.89 | Australien | – | Neuseeland | 4:1 |
| 19.03.89 | Israel     | – | Australien | 1:1 |

### Interkontinentale Playoffs
| Datum      |           | Ergebnis |           |
| ---------- | --------- | -------- | --------- |
| 15.10.1989 | Kolumbien | 1:0      | Israel    |
| 30.10.1989 | Israel    | 0:0      | Kolumbien |
| Gesamt:    | Kolumbien | 1:0      | Israel    |